# Episodi di Blue Bloods (ottava stagione)
L'ottava stagione della serie televisiva Blue Bloods, composta da 22 episodi, è andata in onda in prima visione assoluta negli Stati Uniti d'America sul canale CBS dal 29 settembre 2017 all’11 maggio 2018.
In Italia i primi 20 episodi della stagione sono stati trasmessi su Rai 2 dal 17 giugno al 14 dicembre 2018, mentre i
restanti due il 21 aprile 2019. In Svizzera la stagione ha debuttato su RSI LA2 il 19 agosto 2018, trasmettendola in prima visione assoluta in italiano dal penultimo episodio.
| n° | Titolo originale             | Titolo italiano                  | Prima TV USA      | Prima TV in italiano |
| -- | ---------------------------- | -------------------------------- | ----------------- | -------------------- |
| 1  | Cutting Losses               | Limitare le perdite              | 29 settembre 2017 | 17 giugno 2018       |
| 2  | Ghosts of the Past           | Fantasmi del passato             | 6 ottobre 2017    | 23 giugno 2018       |
| 3  | The Enemy of My Enemy        | Il nemico del mio nemico         | 13 ottobre 2017   | 24 giugno 2018       |
| 4  | Out of the Blue              | Fuori dal nulla                  | 20 ottobre 2017   | 30 giugno 2018       |
| 5  | The Forgotten                | I dimenticati                    | 27 ottobre 2017   | 1º luglio 2018       |
| 6  | Brushed Off                  | Colpo di spugna                  | 3 novembre 2017   | 7 luglio 2018        |
| 7  | Common Ground                | Punto di incontro                | 10 novembre 2017  | 8 luglio 2018        |
| 8  | Pick Your Poison             | Scegliere il proprio veleno      | 17 novembre 2017  | 14 luglio 2018       |
| 9  | Pain Killers                 | Antidolorifici                   | 1º dicembre 2017  | 15 luglio 2018       |
| 10 | Heavy Is the Head            | Il peso della corona             | 8 dicembre 2017   | 21 luglio 2018       |
| 11 | Second Chances               | Seconde possibilità              | 5 gennaio 2018    | 22 luglio 2018       |
| 12 | The Brave                    | La scelta giusta                 | 12 gennaio 2018   | 26 luglio 2018       |
| 13 | Erasing History              | Cancellare la storia             | 19 gennaio 2018   | 28 luglio 2018       |
| 14 | School of Hard Knocks        | Scuola di vita                   | 2 febbraio 2018   | 4 agosto 2018        |
| 15 | Legacy                       | Eredità                          | 2 marzo 2018      | 18 agosto 2018       |
| 16 | Tale of Two Cities           | Questione di coscienza           | 9 marzo 2018      | 25 agosto 2018       |
| 17 | Close Calls                  | Passi falsi                      | 30 marzo 2018     | 1º settembre 2018    |
| 18 | Friendship, Love and Loyalty | Ripensamenti                     | 6 aprile 2018     | 8 settembre 2018     |
| 19 | Risk Management              | Gestione dei rischi              | 13 aprile 2018    | 21 settembre 2018    |
| 20 | Your Six                     | Caccia aperta                    | 27 aprile 2018    | 14 dicembre 2018     |
| 21 | The Devil You Know           | Il diavolo che conosci           | 4 maggio 2018     | 10 febbraio 2019     |
| 22 | My Aim Is True               | Sono convinto di quello che dico | 11 maggio 2018    | 17 febbraio 2019     |